# بخش لطف‌آباد
بخش لطف‌آباد یکی از بخش‌های شهرستان درگز در استان خراسان رضوی ایران است.
بخش لطف آباد در شمال شرقی استان خراسان، در فاصله ۲۵ کیلومتری از شهرستان درگز و ۲۹۵ کیلومتری از شهر مشهد واقع گردیده‌است.
بخش مرزی لطف آباد با شهر آرتیق از توابع کشور ترکمنستان هم‌مرز بوده و این شهر با پایتخت کشور مزبور عشق آباد حدود ۹۰ کیلومتر فاصله دارد.

## تقسیمات کشوری
بخش لطف‌آباد در سال ۱۳۱۶ تأسیس شده و در حال حاضر دارای دو دهستان و یک شهر است:
- دهستان دیباج
- دهستان زنگلانلو
- شهرها: لطف‌آباد

## جمعیت
بنابر سرشماری مرکز آمار ایران، جمعیت بخش لطف آباد شهرستان درگز در سال ۱۳۸۵ برابر با ۱۰۵۶۳ نفر بوده‌است. جمعیت این بخش در سال ۱۳۹۰ به ۱۰٬۰۱۳ نفر رسیده‌است.
سال ۱۳۹۸ جمعیت شهر لطف آباد ۱۸۵۰ نفر شده‌است.

## اقتصاد
پایانه مرزی لطف آباد یکی از پنج پایانه پرتردد ایران، در این بخش قرار دارد.
ارائه خدمات به کامیون‌های ترانزیتی و بازاچه مرزی مستقر در گمرک منبع درآمد بسیاری از مردم شهر لطف آباد می‌باشد.
همچنین مردم این بخش علاوه بر فعالیت در گمرک به دامداری و کشاورزی نیز اشتغال دارند.
دو رودخانه دائمی درونگر و زنگلانلو پس از سیراب کردن این شهر به کشور ترکمنستان سرازیر می‌شوند.